# Хельстрём, Роб
Роберт (Роб) Дуглас Хельстрём (англ. Robert "Rob" Douglas Hellstrom; род. 9 ноября 1977, Палмерстон-Норт) — новозеландский гребец, выступавший за сборную Новой Зеландии по академической гребле в 1997—2007 годах. Серебряный и бронзовый призёр этапов Кубка мира, участник летних Олимпийских игр в Сиднее.

## Биография
Роб Хельстрём родился 9 ноября 1977 года в городе Палмерстон-Норт, Новая Зеландия.
Занимался академической греблей в клубе «Хорофенуа» на одноимённом озере в Левине.
Впервые заявил о себе на международной арене в сезоне 1997 года, выиграв бронзовую медаль в распашных безрульных четвёрках на молодёжном Кубке наций в Милане.
В 1998 году вошёл в основной состав новозеландской национальной сборной, в восьмёрках финишировал пятым на этапе Кубка мира в Хазевинкеле, закрыл десятку сильнейших на чемпионате мира в Кёльне.
В 1999 году на мировом первенстве в Сент-Катаринсе стал четвёртым в безрульных четвёрках.
В 2000 году в программе безрульных четвёрок выиграл серебряные медали на этапах Кубка мира в Вене и Люцерне. Благодаря череде удачных выступлений удостоился права защищать честь страны на летних Олимпийских играх в Сиднее — совместно с такими гребцами как Скотт Браунли, Тони Данлоп и Дейв Шапер благополучно вышел в главный финал А и расположился в итоговом протоколе соревнований на шестой строке.
После сиднейской Олимпиады Хельстрём остался в составе гребной команды Новой Зеландии и продолжил принимать участие в крупнейших международных регатах. Так, в 2001 году в безрульных четвёрках он стартовал на этапе Кубка мира в Мюнхене и на чемпионате мира в Люцерне — в обоих случаях занял восьмое место.
В 2002 году в той же дисциплине был шестым на этапе Кубка мира в Мюнхене и седьмым на мировом первенстве в Севилье.
В 2003 году в безрульных двойках выиграл бронзовую медаль на этапе Кубка мира в Люцерне, стал седьмым на чемпионате мира в Милане.
Сделав достаточно длительный перерыв в спортивной карьере, в 2007 году Роб Хельстрём вернулся в основной состав новозеландской национальной сборной: в восьмёрках принял участие в двух этапах Кубка мира и в мировом первенстве в Мюнхене, где занял 13 место.